# Зона пустоты
«Зона пустоты» (яп. 真空地帯: синку титай; англ. Vacuum Zone) — японский чёрно-белый фильм-драма, созданный известным представителем «независимого» японского кино, режиссёром Сацуо Ямамото в 1952 году. Кинолента снята по произведению писателя Хироси Нома.

## Сюжет
Незадолго до конца войны, солдат Китани освобождён из тюрьмы, где отбывал срок в 30 месяцев за кражу. Он возвращается в свою часть в Осаке, где незнакомые теперь для него солдаты относятся к нему с пренебрежением. Они, в большинстве своём, новобранцы, и толком не знают о том, за что он был осуждён, но злые языки постарались очернить Китани в их глазах. 
О прошлом и причинах своего тюремного заключения Китани расскажет лишь солдату Сода, единственному из всех, кто ему посочувствовал. До своего заключения Китани был влюблён в красивую гейшу. И когда он однажды нашёл на улице бумажник, то решил воспользоваться деньгами, чтобы купить ей свободу. Владельцем кошелька оказался офицер из его части и Китани предстал перед судом. 
В ходе судебного разбирательства были обнародованы дневники и письма Китани, в результате чего несчастного солдата обвинили в куче различных преступлений — объявили, что он настроен против армии, виновен в разглашении военной тайны, проводил время с развратными женщинами и украл деньги у своего начальника. 
Уже в настоящее время Китани случайно раскрывает коррупционный скандал в своём подразделении. К несчастью для него, его начальство узнаёт об этом и Китани включают в список отправляемых на фронт. Зная, что его отправка на фронт означает верную смерть, Китани понимает, что он в очередной раз стал жертвой злоупотребления военных на власть, и он делает попытку побега из части. Однако, Китани будет схвачен и посажен на корабль, отправляющийся к местам боевых действий в Китае.

## В ролях
- Такаси Канда — командир отряда
- Ёси Като — лейтенант Хаяси
- Исао Кимура — Китани
- Коити Нисимура — сержант Осуми
- Киёси Нономура — Утимура
- Исао Нумасаки — Никодза
- Ёити Нумата — дежурный офицер
- Эйдзи Окада — Окамато
- Асао Сано — Икэно
- Цутому Симомура — Сода
- Кэндзи Сусукида — отец Итимуры
- Тосио Такахара — Сомэ
- Харуэ Тонэ — Ханаёи

## Премьеры
— национальная премьера фильма состоялась 10 декабря 1952 года.

## Награды и номинации
Премия журнала «Кинэма Дзюмпо» (1953)
- Номинация на премию за лучший фильм 1952 года, однако по результатам голосования кинолента заняла лишь 6 место.